# Kerk van Kolham

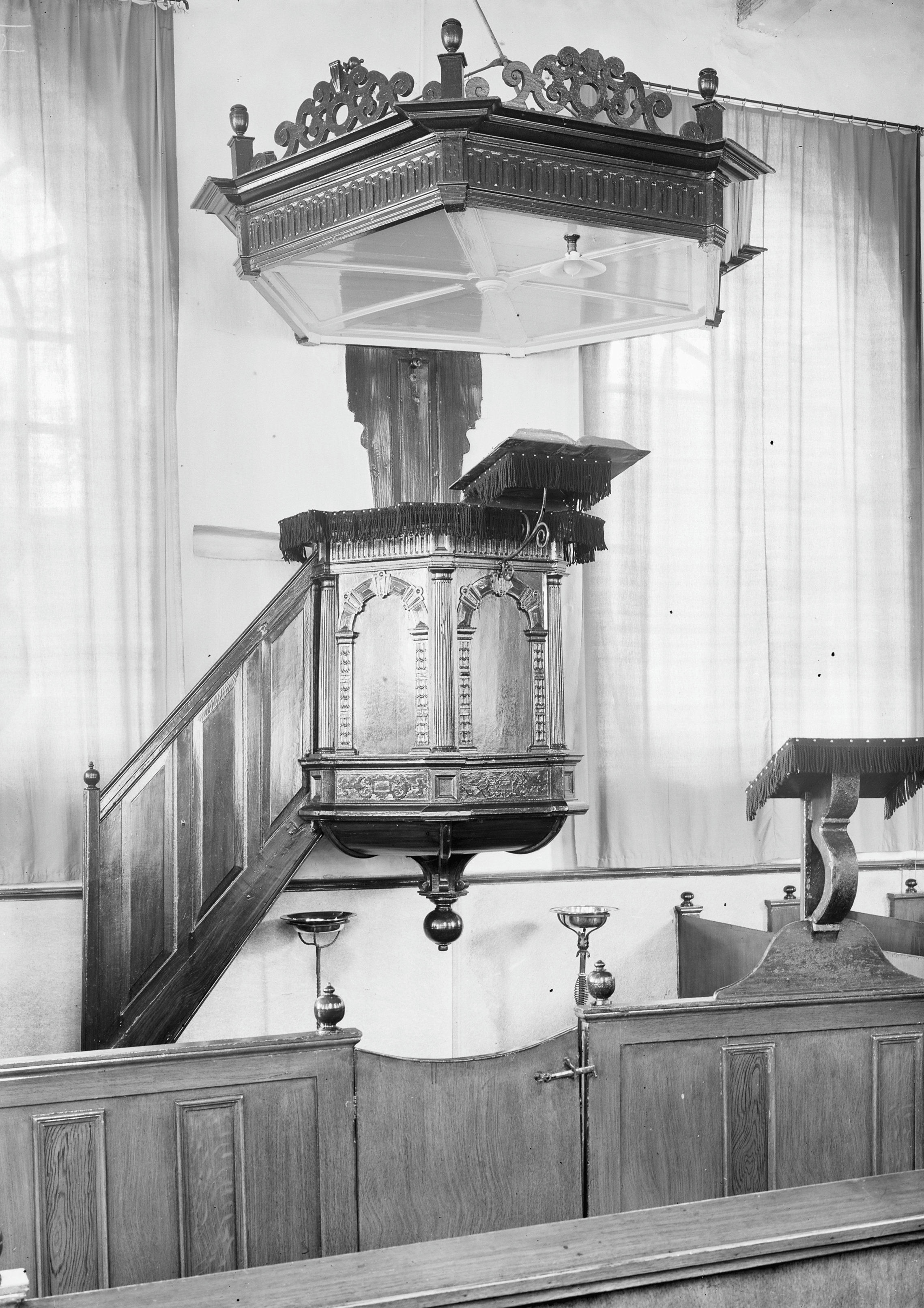
17e-eeuwse preekstoel

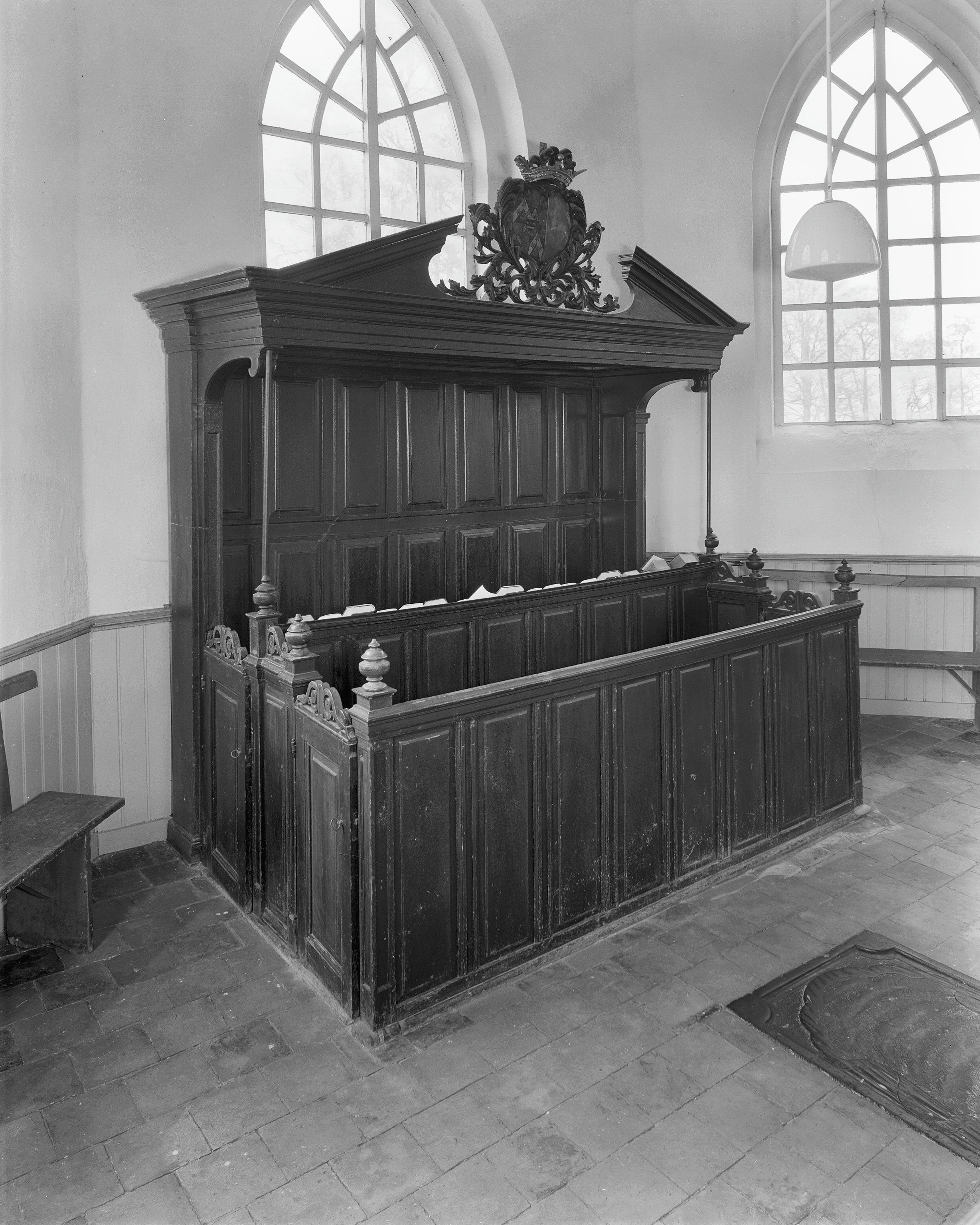
Herenbank van de adellijke familie Fraeylema

De hervormde kerk van Kolham is een kerkgebouw uit de zeventiende eeuw.
Op dezelfde plek stond in de dertiende eeuw al een kerk. Wat daarmee is gebeurd is onbekend. De huidige kerk werd gebouwd voor 5.442 gulden, wat nu neerkomt op ongeveer € 60.000. De provincie Groningen nam deze kosten voor haar rekening op grond van de bepalingen in een oorkonde uit 1422. Het provinciewapen is in de gevel verwerkt.
De kerk kreeg in de 19e eeuw brede spitsboogvensters. De kerk heeft een dakruiter uit 1808 met daarin een luidklok uit 1948. De oorspronkelijke klok uit 1808 werd in de Tweede Wereldoorlog geroofd door de Duitse bezetters. Bij de renovatie in 2006 kreeg de kerk een nieuwe witte pleisterlaag.
Opmerkelijk is de donkerrode houten zoldering. De preekstoel is 17e-eeuws. Het kerkorgel dateert uit 1912 en is geleverd door de Woerdense orgelbouwer Marten Vermeulen. Het instrument bevat ouder pijpwerk van onbekende herkomst.